# سفارة إسبانيا في زيمبابوي
سفارة إسبانيا في زيمبابوي هي أرفع تمثيل دبلوماسي لدولة إسبانيا لدى زيمبابوي. تقع السفارة في هراري وهي تهدف لتعزيز المصالح الإسبانية في زيمبابوي.

## وصلات خارجية
- قائمة سفارات إسبانيا
- قائمة السفارات في زيمبابوي